# Завешчак
Завешчак је насељено место у саставу општине Селница у Међимурској жупанији, Хрватска. До територијалне реорганизације у Хрватској налазио се у саставу старе општине Чаковец.

## Становништво
На попису становништва 2011. године, Завешчак је имао 245 становника.

## Попис1991.
На попису становништва 1991. године, насељено место Завешчак је имало 301 становника, следећег националног састава:
| Попис 1991.‍ | Попис 1991.‍ | Попис 1991.‍ | Попис 1991.‍ | Попис 1991.‍ |
| ----------- | ----------- | ----------- | ----------- | ----------- |
|             |             |             |             |             |
| Хрвати      | Хрвати      |             | 297         | 98,67%      |
| Словенци    | Словенци    |             | 2           | 0,66%       |
| непознато   | непознато   |             | 2           | 0,66%       |
| укупно: 301 |             |             |             |             |